# 긴꼬리도둑갈매기
긴꼬리도둑갈매기는 도둑갈매기과의 새이다. 몸길이는 35~53cm이고, 날개길이는 105~117cm이다. 몸무게는 230~350g이다. 긴꼬리도둑갈매기의 등, 날개 일부분과 허리는 회갈색이고 날개깃과 꼬리는 검은색이다.